# Mary Claire Hannan
Mary Claire Hannan (San Francisco, ...) è una costumista statunitense.

## Filmografia
- Killing Zoe
- Jackie Brown
- Bugie, baci, bambole & bastardi
- Quando l'amore è magia - Serendipity
- No Good Deed - Inganni svelati
- Suspect Zero
- Red Eye
- Gun Shy - Un revolver in analisi
- Into the Wild - Nelle terre selvagge
- I ragazzi stanno bene
- End of Watch - Tolleranza zero
- Sabotage
- La risposta è nelle stelle (The Longest Ride), regia di George Tillman Jr. (2015)
- Darkest Minds (The Darkest Minds), regia di Jennifer Yuh Nelson (2018)
- La babysitter - Killer Queen (The Babysitter: Killer Queen), regia di McG (2020)

## Premi e riconoscimenti
Nel 2007 è stata nominata ai Costume Designers Guild Awards per il suo lavoro nel film Into the Wild - Nelle terre selvagge.